# Tam Ngọc
Tam Ngọc là một xã thuộc thành phố Tam Kỳ, tỉnh Quảng Nam, Việt Nam.
Xã Tam Ngọc có diện tích 8,08 km², dân số năm 2019 là 7.642 người, mật độ dân số đạt 946 người/km².